# Prionolabis acanthophora
Prionolabis acanthophora là một loài ruồi trong họ Limoniidae. Chúng phân bố ở miền Cổ bắc.